# Fulko IV av Anjou
Fulko IV av Anjou, född 1043, död 1109, var regerande greve av Anjou från 1068 till 1109. 
Greve Fulku skall ha lämnat sin hustru och äktat Bertrade de Montfort, dotter till greve Simon I av Montfort och Agnes av Evreux, vilken dock uppges senare ha lämnat honom för att gifta sig med den franske kungen Filip I av Frankrike.